# 바나드 휴즈

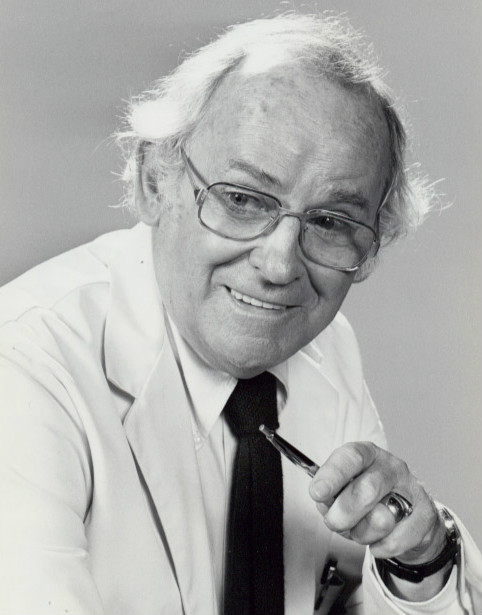

바너드 휴스(Barnard Hughes, 1915년 7월 16일 ~ 2006년 7월 11일)는 미국의 배우이다.
웨스트체스터 군에서 태어났으며 뉴욕에서 사망하였다.

## 출연 작품

### 영화
- 미드나잇 카우보이 (1969) - 타우니 역
- Where's Poppa? (1970)
- 종합병원 (1971)
- 시스터스 (1972)
- 분노의 계절 (1972, Rage)
- Kill Me If You Can (1977)
- 오, 하느님! (1977)
- The World Beyond (1978)
- 10월의 첫 월요일 (1981, First Monday in October) - 크로퍼드 역
- 베스트 프렌드 (1982)
- 트론 (1982)
- 카리브해의 비밀 (1983, A Caribbean Mystery)
- 로스트 보이 (1987) - 할아버지 역
- 호보의 크리스마스 (1987)
- 아버지와 아들 (1988, Da)
- 고집불통 기자 영감 (1989, Home Fires Burning)
- 영광과 오욕 (1989, Guts and Glory: The Rise and Fall of Oliver North)
- 할리우드 의사 (1991)
- 시스터 액트 2 (1993) - 모리스 신부 역
- 별난 커플 2 (1998)
- 크레이들 윌 락 (1999)
- The Fantasticks (2000)

### 텔레비전
- 애즈 더 월드 턴즈 (1969-70)
- 올 인 더 패밀리 (1971-73) - 파더 존 마제스키 역
- American Playhouse (1985) - "허클베리 핀의 모험" 편